# 코게

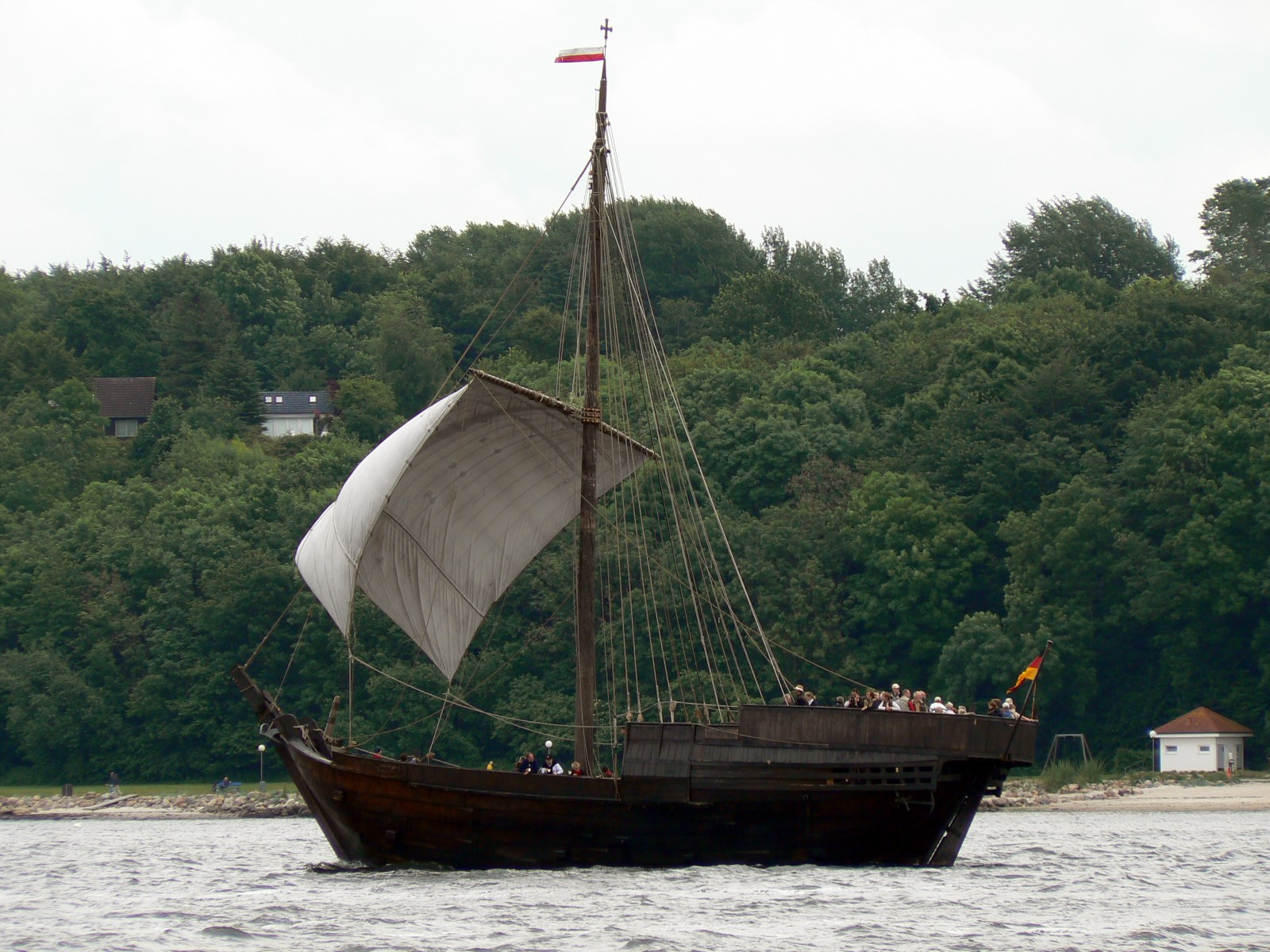

코게(독일어: Kogge)로 불리는 이 배는 13세기와 14세기 당시 북유럽 여러 나라에서 범용된 1본 장선이었다. 한자 동맹의 여러 도시국가가 상업용으로 사용하였고 후에 지중해 전역으로 퍼져 15세기 카라카가 등장할 때까지 사용되었다.
코게는 바이킹의 배로 보이는 클링커 이음을 계승한 배이다. 클링커 이음이란 4세기부터 15세기까지 북유럽의 배 외판을 붙이는 데 이용되었던, 외판의 일부와 일부를 서로 겹쳐서 붙이는 공법을 말한다. 기와지붕을 상상하면 쉽게 이해가 되리라. 표면상으로는 요철로 되어 있지만 견고하고 튼튼한 구조이다. 코게는 특히 한자코게라고도 불리는 때가 있다. 한자란 상인의 동료 라는 뜻이고 중세 북유럽의 경제 공동체 한자 동맹을 가리킨다. 이것은 북해, 발트해 연안부에 있는 여러 도시가 중심이 되어 해양 교역 상인들 사이에서 성립된 공동체를 말하고 13세기에서 17세기까지 계속되었다. 이 한자 동맹의 각 도시가 교역 활동에 즐겨 사용했던 배가 바로 코게였다. 코게의 모습은 대략 다음과 같다. 전체 길이는 약 30미터, 폭은 약 8미터, 총 중량은 약 100톤에서 200톤이다. 특징은 선미 중앙에 고정되어 있는 키로, 이를 선미 고정타나 고정타 라고 부른다. 마스트는 선체 중앙에 1본이 있고 장방형의 돛이 달려 있다. 이 돛은 횡범이라고 해서 선수와 선미를 잇는 선에 직각으로 교차하도록 걸려 있고 순풍을 타고 항해하기에 유리한 구조이다. 선체 전체 형태는 가늘고 긴 아이론(iron)을 밑에서 본 상태를 연상하면 된다. 북해의 격랑을 가르고 나아가는 데 적합한 형태로 북유럽에서 15세기경까지 주로 사용되었다.

## 같이 보기
- FC 한자 로스토크